# 이 (신화)

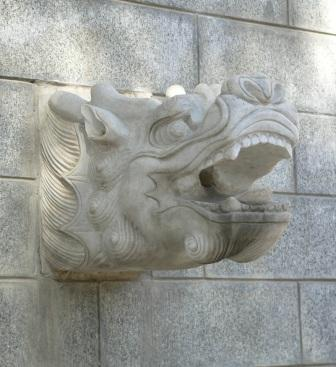
이

이(螭)는 중국 신화에 등장하는 용의 일종이다. 명나라의 백과전서인 《본초강목》에 따르면, 이마에 뿔이 없고 붉은색, 하얀색, 푸른색으로 반짝이며, 몸의 크기가 30cm 정도밖에 안 되는 작은 도마뱀의 모습을 하고 있다고 한다. 또한 ‘螭’라는 글자는 숲이나 산에 사는 작고 약한 정령과 같은 이름을 가지고 있는 것으로 보아, 용의 어린 모습이 아닌가 여겨졌다.
이는 주로 산이나 골짜기 등의 맑은 물에서 자주 볼 수 있다고 한다. 바위나 나무 그늘에 몸을 숨기고 벌레나 작은 동물을 잡아먹으며 살았다. 크기가 작고 워낙 겁이 많아서 사람의 눈앞에 나타나는 일은 별로 없지만, 이가 있는 장소는 항상 안개가 끼고 습기가 많았기 때문에 금세 알 수 있었다고 한다.
그러나 이의 생태에 대해서는 별로 알려져 있지 않다. 좀처럼 모습을 보이려 하지 않는 데다가 발견되어도 금세 도망쳐버리기 때문이다. 다만 이가 사는 골짜기에 깔리는 안개는 수십 년에서 수백 년 동안에 걸쳐 비구름으로 성장한다고 하므로, 이도 그 정도의 시간 동안에 용으로 성장하는 것이 아닐까 추측할 뿐이다.
나중에 이는 일본에도 전해져 우룡(雨龍)이라 불리게 되었다. 가마쿠라 시대 이후로 가문의 문장이나 깃발 등에 흑백으로 그려져 널리 알려졌다. 그러나 그림 속의 우룡은 머리가 크고, 가늘고 허약해 보이는 동체를 꼬아놓은 모습으로 그려지는 경우가 많았다. 그래서 우룡은 용의 어린 상태가 아니라 빈약한 용이라 여겨지게 되었다.